# Peninggiran
Peninggiran is een bestuurslaag in het regentschap Ogan Komering Ulu Selatan van de provincie Zuid-Sumatra, Indonesië. Peninggiran telt 577 inwoners (volkstelling 2010).